# Abtschwinden
Abtschwinden ist eine Wüstung auf dem Gemeindegebiet von Neuhof im Landkreis Fulda in Osthessen.
Der Ort südwestlich von Hattenhof wird 1418 erstmals überliefert. Er gehörte zum Amt Neuhof.